# Frank Musilinski
Frank Musilinski alias Der Hexer (* 28. Juni 1963 in Wismar) ist ein deutscher Zauberkünstler.
Sein Interesse für die Zauberei begann bereits im frühen Kindesalter. Mit 17 Jahren erhielt er bereits diverse Preise bei verschiedenen Zauberkongressen. Seine Profilaufbahn begann jedoch erst 6 Jahre später.
Inspiriert von einem Treffen mit Siegfried und Roy verblüffte er sein Publikum mit verschiedenen Illusionen, wie dem plötzlichen Erscheinen von Fahrzeugen und Schiffen. So gewann Frank Musilinski im Jahr 2000 die von der FISM ausgetragenen World Championships of Magic in der Disziplin Stage Illusions und im Jahr 1996 die vom Magischen Zirkel von Deutschland ausgetragenen Deutsche Meisterschaften der Zauberkunst in der Disziplin Großillusion. Musilinski wurde vom Magischen Zirkel von Deutschland auch als Schriftsteller des Jahres 1997/1998 und als Magier des Jahres 2000 ausgezeichnet.